# Lapide di Tivoli
La Lapide di Tivoli (latino: Lapis o Titulus Tiburtinus) è un'epigrafe latina ritrovata a Tivoli nel 1764. È catalogata come ILS 918 = CIL XIV, 3613. Attualmente è conservata nei Musei Vaticani.
Riferisce di un secondo mandato di Augusto per un governatore della Siria. La lapide è però pervenuta mutila e non riporta il nome del governatore. L'iscrizione recita: 
PRO•CONSVL•ASIAM•PROVINCIAM•OPT… DIVI•AVGUSTI•ITERVM•SYRIAM•ET•PHO…
Gli studiosi tradizionalmente hanno identificato l'anonimo governatore con Publio Sulpicio Quirinio. Questa la ricostruzione di Theodor Mommsen (tra parentesi quadre il testo mancante):
[P(ublius) Sulpicius P(ubli) f(ilius) Quirinius co(n)s(ul)] 

[legatus pr(o) pr(aetore) divi Augusti Syriam et Phoenicen optinens]  

[bellum gessit cum gente Homonadensium]  

[quae interfecerat Amyntam]  

[r]egem qua redacta in pot[estatem Imperatoris Caesaris]  

Augusti populique Romani senatu[s dis immortalibus]  

supplicationes binas ob res prosp[ere ab eo gestas et] 

ipsi ornamenta triump[halia decrevit]  

proconsul Asiam provinciam opti[nuit legatus pro praetore]  

divi Augusti iterum Syriam et Pho[enicen optinuit].
Concordano con questa identificazione proposta da Mommsen Sanclemente, Ramsay, Bleckmann, Roos e altri.
Sono stati però proposti altri consoli diversi da Quirinio per i quali è possibile ipotizzare un secondo governatorato in Siria: Marco Vipsanio Agrippa; Marco Plauzio Silvano; Lucio Calpurnio Pisone.